# Сульфат фосфония
Сульфат фосфония — белые расплывающиеся кристаллы. Получается при взаимодействии фосфина с серной кислотой при температуре около −25 °C:
{\displaystyle {\ce {2 PH3 + H2SO4 -> (PH4)2SO4}}}.
Ниже −10 °C фосфин поглощается, не восстанавливая серной кислоты, и при температуре около −25 °C образуется сульфат фосфония.

## Физические свойства
Сульфат фосфония представляет собой прозрачные или белые кристаллы.
Является одним из наиболее стабильных солей фосфония. Разлагается при температуре ≈ 250°С.